# ウィリアム・ペティ＝フィッツモーリス (1811-1836)
ケリー伯爵ウィリアム・トマス・ペティ＝フィッツモーリス（英語: William Thomas Petty-FitzMaurice, Earl of Kerry、1811年3月30日 – 1836年8月21日）は、イギリスの政治家。ホイッグ党に所属し、1832年から1836年まで庶民院議員を務めた。1811年から1818年までウィカム伯爵の、1818年から1836年までケリー伯爵の儀礼称号を使用した。

## 生涯
第3代ランズダウン侯爵ヘンリー・ペティ＝フィッツモーリスと妻ルイーザ・エマ（Louisa Emma、旧姓フォックス＝ストラングウェイズ（Fox-Strangways）、1785年6月27日 – 1851年4月3日、第2代イルチェスター伯爵ヘンリー・フォックス＝ストラングウェイズの娘）の息子として、1811年3月30日にランズダウン・ハウスで生まれた。
トマス・バビントン・マコーリーは「優しく元気で、聡明で謙虚」（kind, lively, intelligent, modest、1830年の言葉）とケリー伯爵の性格を称えている。
1832年イギリス総選挙でホイッグ党候補としてカーン選挙区から出馬、無投票で当選した。1835年イギリス総選挙でも無投票で再選した。
1836年8月21日にランズダウン・ハウスで死去、ハイ・ウィカムで埋葬された。

## 家族
1834年3月18日、オーガスタ・ラヴィニア・プリシラ・ポンソンビー（Augusta Lavinia Priscilla Ponsonby、1814年5月11日 – 1904年11月19日、第4代ベスバラ伯爵ジョン・ポンソンビーの娘）と結婚、1女をもうけた。
- メアリー・キャロライン（1927年9月17日没） - 1860年10月4日、パーシー・エジャートン・ハーバート（英語版）（1876年10月7日没、第2代ポウィス伯爵エドワード・ハーバート（英語版）の息子）と結婚、子供あり